# The Handle
The Handle (englisch für Der Griff) ist ein längliches Massiv im ostantarktischen Viktorialand. Im nordwestlichen Teil der Royal Society Range ragt es 2,5 km südwestlich des Table Mountain auf.
Alan Sherwood, Leiter der von 1987 bis 1988 dauernden Kampagne des New Zealand Geological Survey, gab dem Massiv seinen deskriptiven Namen. In seiner Größe und relativen geografischen Position zu einem benachbarten Gebirgskamm erinnert das Massiv an den Griff einer Sichel.